# Promalactis
Promalactis är ett släkte av fjärilar. Promalactis ingår i familjen praktmalar, Oecophoridae.

## Bildgalleri

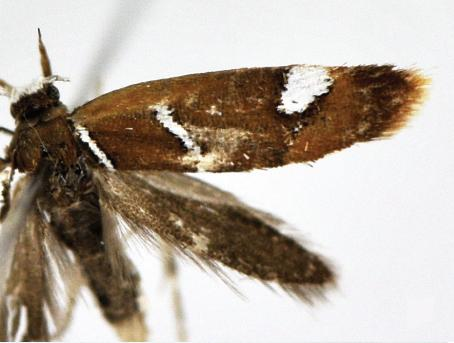
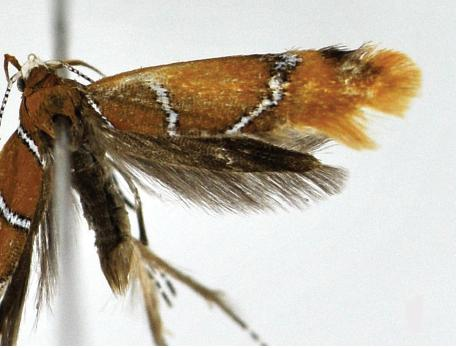
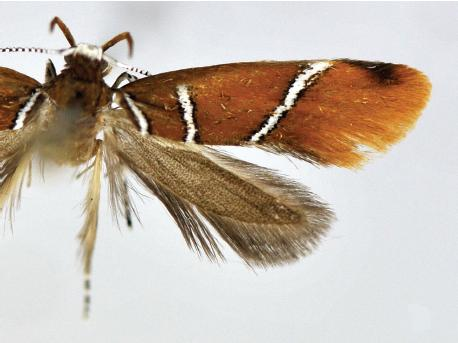
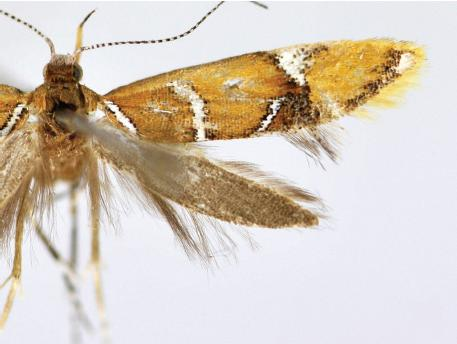
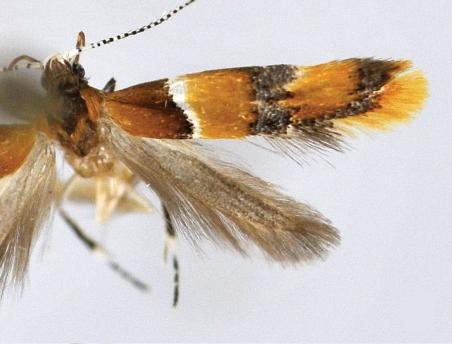
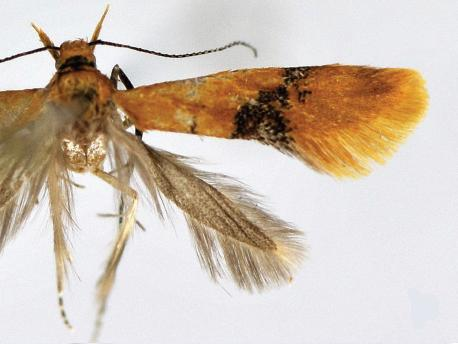

## Dottertaxa tillPromalactis, i alfabetisk ordning[1]
- Promalactis amphicopa
- Promalactis autoclina
- Promalactis bathroclina
- Promalactis calathiscias
- Promalactis callimetalla
- Promalactis climacota
- Promalactis clinometra
- Promalactis commotica
- Promalactis cornigera
- Promalactis crenopa
- Promalactis dimolybda
- Promalactis enopisema
- Promalactis epistacta
- Promalactis geometrica
- Promalactis haliclysta
- Promalactis holozona
- Promalactis isodora
- Promalactis isopselia
- Promalactis isothea
- Promalactis jezonica
- Promalactis lunisequa
- Promalactis mercedella
- Promalactis nebrias
- Promalactis odaiensis
- Promalactis orphanopa
- Promalactis parazeucta
- Promalactis pentaclosta
- Promalactis pyrochalca
- Promalactis recurva
- Promalactis ruficolor
- Promalactis scalmotoma
- Promalactis semantris
- Promalactis sphaerograpta
- Promalactis spintheritis
- Promalactis sponsalis
- Promalactis symbolopa
- Promalactis teleutopa
- Promalactis thiasitis
- Promalactis venustella
- Promalactis veridica